# Контрапост

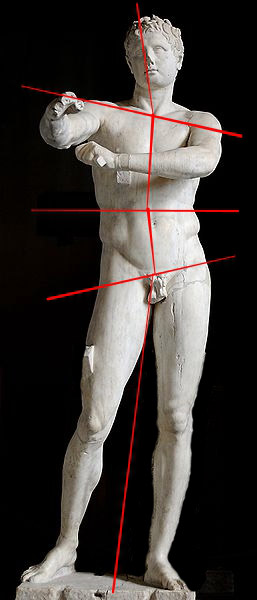

Контрапост (від італ. contrapposto — «протилежність») — в пластичному мистецтві спосіб скульптурного зображення постаті людини таким чином, ніби вся вага тіла утримуються на одній нозі, тоді як інша нога залишається вивільненою від ваги і легко опирається на землю. Це положення ніг зрівноважується вигином тулуба і рук — плечі, як правило, нахилені в протилежну сторону стосовно стегон, голова злегка нахилена, одна з рук, зазвичай, опущена, інша — щось тримає. В такій позиції тіла хребет набирає вигляду «S»-подібної лінії.

## Характеристики
- Верхня частина корпусу може бути показана в повороті, нижня — фронтально
- Вага фігури зосереджена на одній нозі, в той час як інша вільна, хоча і не відділяється від підніжжя
- Ненавантажена нога витягується або згинається
- Таз, спираючись на одну ногу, віджимається нагору і приймає трохи косе положення
- Плече над ненавантаженою ногою підводиться вгору

## Історія
Контрапост був відомим ще в стародавньому Єгипті i Греції. З часом він повністю витіснив фронтальне скульптурне зображення людської постаті, яке рівною мірою спиралося на обидві ноги і застосувалося в архаїчному періоді розвитку грецької скульптури. В класичному періоді розвитку грецького мистецтва набув загального визнання. Зразком застосування концепції контрапосту вважається скульптура Дорифор Поліклета із Аргоса.
Сьогодні контрапост трактується ширше — як прийом зображення постаті, при якому положення однієї частини тіла контрастно протиставлено положенню другої частини (наприклад, верхня частина корпуса показана в повороті, нижня — фронтально). Контрапост дає змогу передати рух постаті або її напруження, не порушуючи загальної рівноваги форм, посилює тривимірність зображення.
Контрапост використовувався в античному мистецтві починаючи з ранньої класики. В Каноні Поликлета автор характеризує його як необхідну частину краси. Зникнувши в епоху середньовіччя, контрапост був відроджений майстрами Ренесансу, наприклад, Донателло.
Різкі контрапости є характерними для маньєризму та бароко.

## Галерея

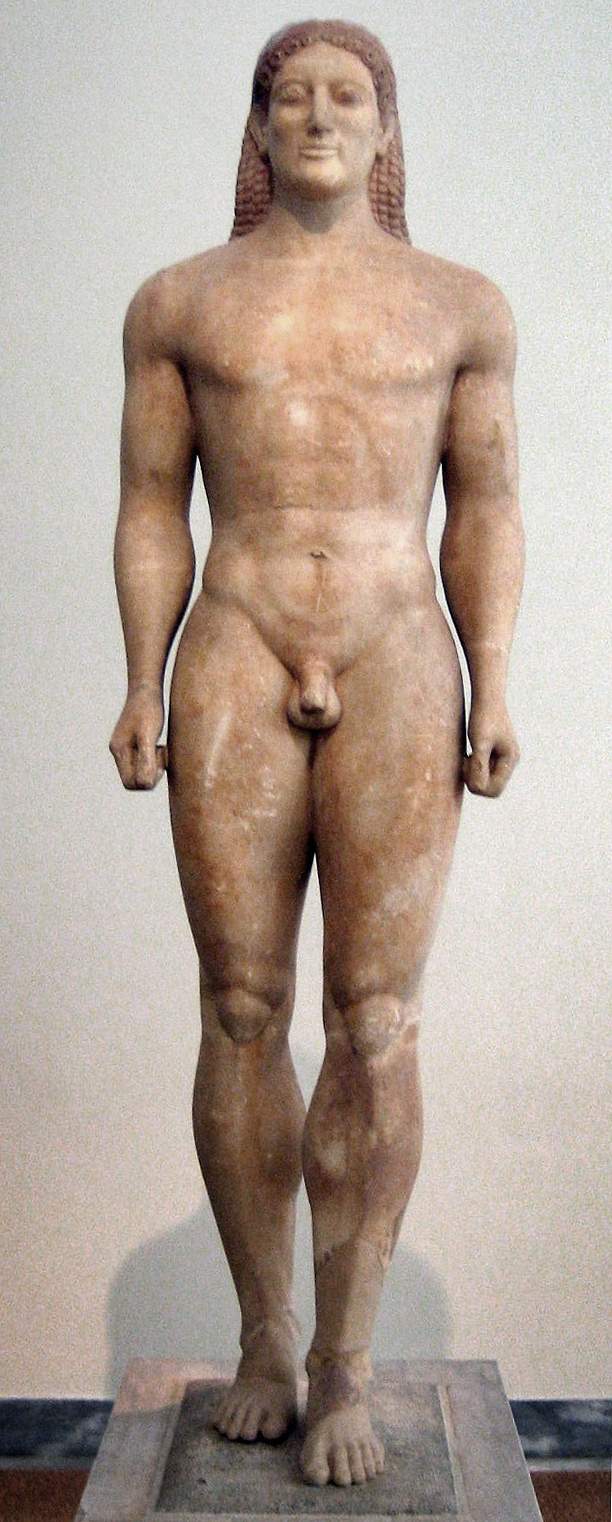
Антична статуя куроса належить до періоду архаїки, коли контрапост ще не був відомий, і тому зображений здається скутим і «дерев'яним»
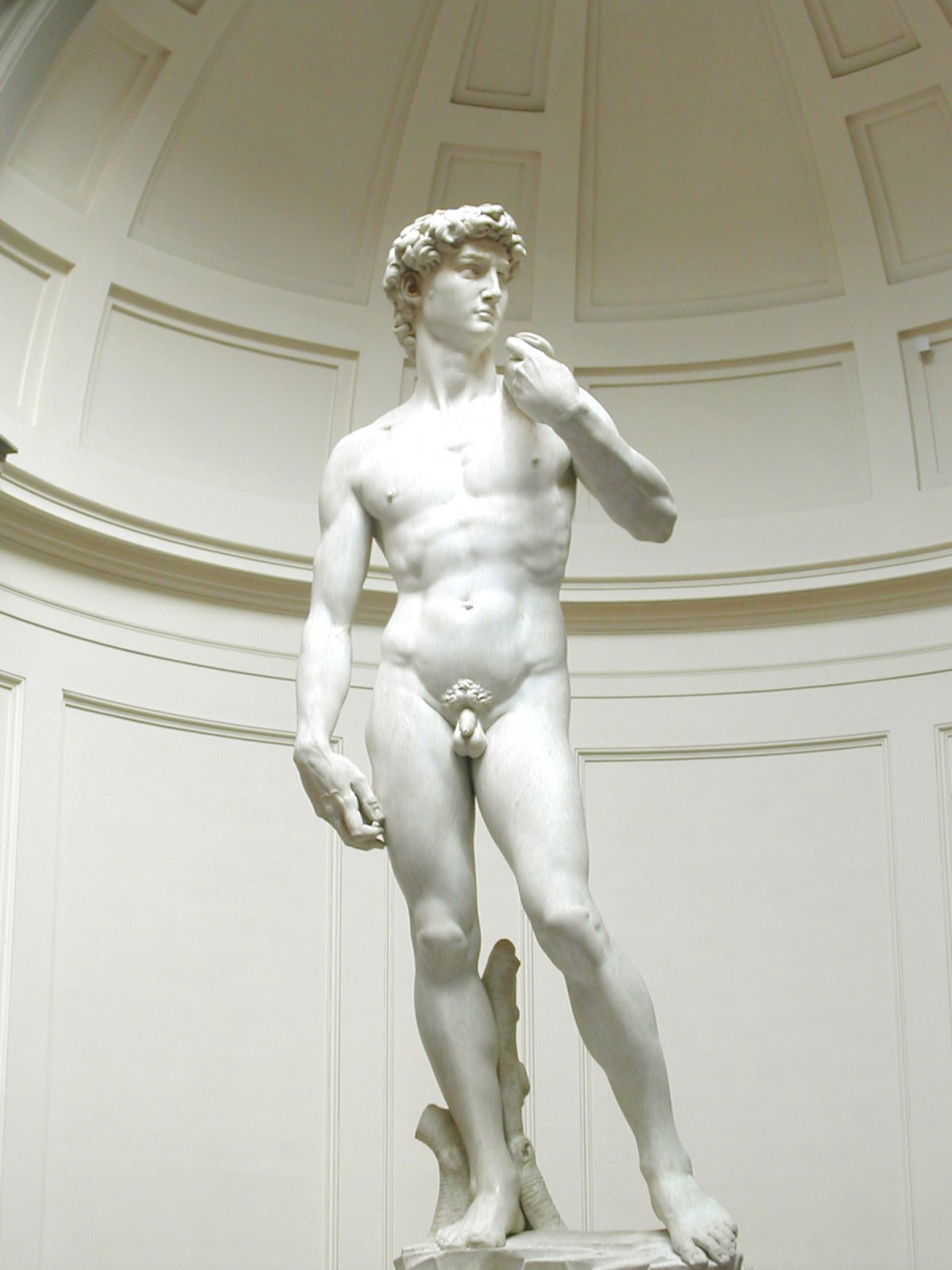
Дорифор Поліклета із Аргоса — як зразок застосування концепції контрапосту в класичному періоді
- Давид Мікеланджело — як зразок застосування концепції контрапосту в період ренесансу